# Andrea Belluzzi
Andrea Beluzzi (ur. 23 marca 1968 roku w San Marino) – sanmaryński polityk, z zawodu prawnik.
17 marca 2015 roku wybrany na półroczną kadencję kapitana regenci San Marino; od 1 kwietnia 2015 do 1 października 2015 roku pełnił tę funkcję razem z Roberto Venturinim. Jest członkiem Partii Socjalistów i Demokratów od 2007 roku, od 2012 roku zasiada w Wielkiej Radzie Generalnej, gdzie jest członkiem komisji finansów i spraw zagranicznych.
Jest kierowcą wyścigowym, zasiadał w kilku sanmaryńskich fundacjach zrzeszających pasjonatów tego sportu. Od 1990 roku lata półprofesjonalnie samolotami. Od 1998 roku ma uprawnienia adwokackie i notariuszowskie.
Jest żonaty i ma syna.